# El libro de La Guindalera
El libro de La Guindalera (1992), es un libro de género narrativo escrito por Juan José Cuadros, publicado por Maruja, su viuda, tres años después de su fallecimiento. Describe la vida cotidiana del barrio de La Guindalera en el distrito de Salamanca de Madrid.

## Estructura
Juan José Cuadros se traslada a Madrid en 1945 para estudiar ciencias exactas, pero por aquellos años de posguerra los recursos económicos eran bien escasos, por lo que decidió presentarse a opositar al Cuerpo de Topógrafo en Madrid, obteniendo plaza en la capital donde se traslada a vivir. La Guindalera fue el barrio donde vivió Juan José Cuadros junto a su esposa Maruja, y donde nació Almudena, única hija del matrimonio. 
El libro está recreado a partir de los años 1950, hace hincapié en tiendas y comercios de antaño y en especial a las calles que conforman el barrio. También hace un análisis de la evolución que se va produciendo con el paso de los años y el desarrollo urbanístico. En el libro aparecen fotos antiguas realizadas por Marcelino Iglesias Romero y Luis Domingo Clavo.